# Baryconus bellatorius
Baryconus bellatorius är en stekelart som beskrevs av Mikhail Vasilievich Kozlov och Kononova 1986. Baryconus bellatorius ingår i släktet Baryconus och familjen Scelionidae. Inga underarter finns listade.